# Droga krajowa B457 (Niemcy)
Droga krajowa 457 (niem. Bundesstraße 457) – niemiecka droga krajowa przebiegająca na osi północny zachód - południowy wschód od węzła Gießen-Licher Str. na A485 w Gießen przez Lich, Büdingen do węzła Gründau-Lieblos na A66 koło Lieblos w Hesji.